# ديبورا ر. بروك
ديبورا ر. بروك هي عالمة اجتماع كندية، ولدت في 1956.